# Doombound
Doombound è il sesto album del gruppo musicale gothic metal finlandese Battlelore pubblicato dalla Napalm Records, uscito il 26 gennaio 2011. L'album trae spunto dai fatti narrati ne I figli di Húrin, opera postuma di J. R. R. Tolkien, con particolare riferimento al personaggio Túrin Turambar

## Tracce
1. Bloodstained – 4:34
2. Iron of Death – 4:42
3. Bow and Helm – 3:56
4. Enchanted – 5:40
5. Kärmessurma – 4:23
6. Olden Gods – 4:21
7. Fate of the Betrayed – 5:08
8. Men as Wolves – 4:38
9. Last of the Lords – 5:43
10. Doombound – 8:02
11. Kielo (Strumentale) – 2:57

## Formazione
- Tomi Mykkänen - voce maschile
- Kaisa Jouhki - voce femminile
- Jussi Rautio - chitarra
- Jyri Vahvanen - chitarra
- Timo Honkanen - basso
- Henri Vahvanen - batteria
- Maria Honkanen - tastiere, flauto